# Antigua Riazán
La antigua ciudad de Riazán (en ruso: Ста́рая Ряза́нь, transliterado Staraya Ryazan), (hasta 1778 - Riazán) - fue una de las ciudades rusas antiguas más grandes de los siglos XII-XIII, y la capital del Principado del Gran Riazán. Solo el área de las fortificaciones de la segunda mitad del siglo XII, sin contar los asentamientos urbanos, alcanza más de 60 hectáreas, y con los suburbios 75 hectáreas. A principios del siglo XIII, vivían en la ciudad unas 8 mil personas. Al pie de las murallas se encuentra el pueblo moderno.
En el invierno de 1237 la ciudad fue destruida durante la invasión mongola de Batú Kan, así como todos sus edificios, incluidos los templos de piedra. Según versiones, Riazán nunca fue reconstruida en este lugar, sin embargo, un importante especialista en el principado de Riazán, A. l Mongait, creía que se produjo un retorno parcial de la población y reconstrucción de la ciudad. Solo los ataques posteriores de los tártaros, debido a la proximidad de la ciudad a la estepa, llevaron en el siglo XIV a la desolación final y la transferencia de las funciones de capital y catedral a la ciudad de Pereyaslavl-Riazanski, ubicada a 50 km de distancia siguiéndo el río Oká, que en 1778 fue bautizada con el nombre de Riazán en honor a la antigua ciudad.
El asentamiento de la antigua ciudad está protegido por el estado como reserva arqueológica y monumento histórico y paisajístico de importancia federal. Estructuralmente, está incluido en el complejo del Museo-Reserva Histórico y Arquitectónico del Estado de Riazán. Las investigaciones arqueológicas y científicas se llevan a cabo anualmente en las fortificaciones de la ciudad.
Al pie de las murallas defensivas del asentamiento se encuentra el actual pueblo de Staraya Ryazan, y al otro lado del río Oká, la ciudad de Spask-Riazanski, y a lo largo de todo del curso del Oká, los restos de una red de puestos de avanzada fortificados.

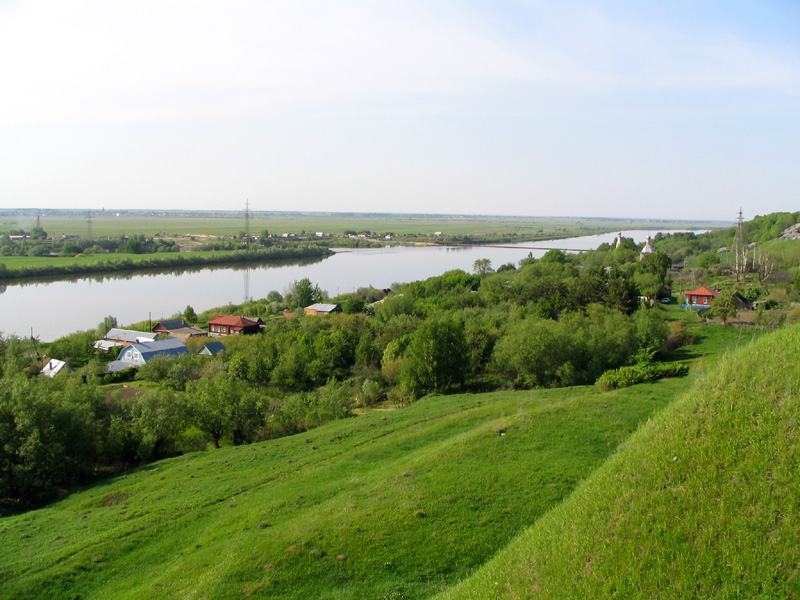
Vista de la llanura aluvial del río Oká desde las murallas de la antigua Riazán.

## Historia

### Fundación y primera mención
La antigua ciudad Riazán se mencionó por primera vez en las crónicas en 1096. Los restos arqueológicos están ubicados a 50 km de la moderna Riazán, en un alto y escarpado promontorio en la confluencia de los ríos Serebryanka y Oká.
Se registran estratos urbanos de los siglos XI-XIII en el asentamiento del norte surgido en el siglo XI (la parte más antigua), así como en el poblado, que formaban parte del área de asentamiento de la tribu viatichi. Inicialmente, la población de la ciudad era solo de unas 1.500 personas, pero ya entonces la ciudad estaba habitada, además de por agricultores, por artesanos, como lo demuestran los restos encontrados de talleres de herrería, fundición de bronce, alfarería y óseo. Hasta mediados del siglo XII, la población estaba formada por ciudadanos y otras personas libres, y el poder estaba en manos del príncipe, sus allegados y el veche.
A mediados del siglo XII, a una pequeña ciudad del sur se le añadió un territorio diez veces más grande que el área de la ciudad de esa época. Un gran terreno a orillas del río Oká, donde en los siglos XI y mediados del XII había una necrópolis de la ciudad, fue cercado con muros, y en él que surgió una nueva área: el asentamiento sur.
Aproximadamente desde mediados del siglo XII, después de la migración activa de habitantes de otras regiones, el principado de Riazán quedó aislado y además, hubo un fortalecimiento del poder principesco, de la posición del cristianismo y se comenzó la construcción activa de estructuras defensivas, ya que la ciudad ocupaba una posición fronteriza en el sureste del Rus de Kiev. El área de la parte fortificada de la ciudad era de 60 hectáreas.
La construcción principal tuvo lugar bajo mandato de Gleb Rostislavich a finales de los años 50 y principios de los 60 del siglo XII, cuando se construyeron las catedrales de Borisoglebsky, Spassky y Asunción. A principios del  siglo XIII la población de la ciudad alcanzaba ya los 8.000 habitantes.
Entre 1185 y 1207, la antigua Riazán estuvo gobernada por el príncipe Vsévolod III de Vladimir: en 1208 la ciudad se rebeló, y este ordenó quemarla y ejecutar a los rebeldes, arrestar y encarcelar a los boyardos locales y enviar a mujeres, niños y bienes a las ciudades del principado de Vladimir. Dos años más tarde, el príncipe permitió el regreso de los habitantes supervivientes de la ciudad.

### Invasión mongola

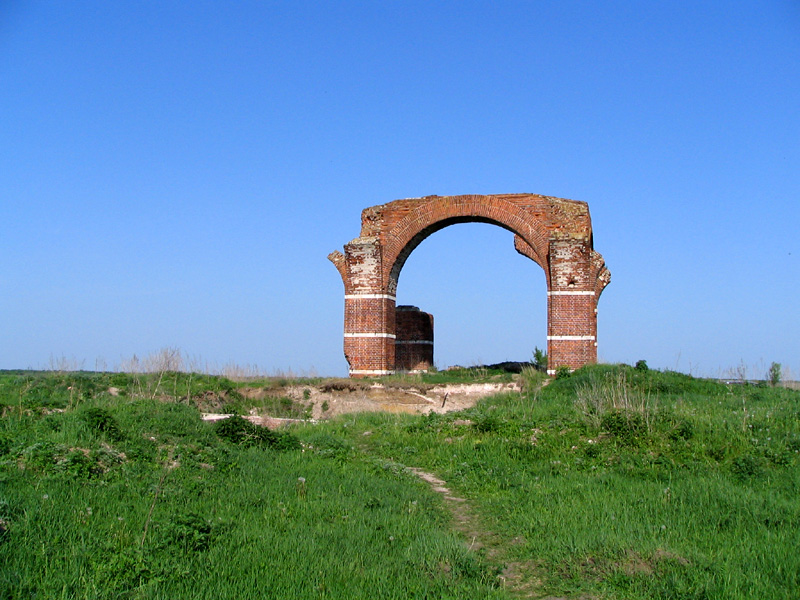
Restos de una iglesia de principios del construida en el sitio de la Catedral de Boris y Gleb.

En el otoño de 1236, llegaron a la zona refugiados de la derrotada Bulgaria del Volga, que traían noticias alarmantes sobre la invasión mongola de Europa. Un año después, un gran ejército mongol, después de derrotar a los mordvianos y marchar hacia el río Don, se acercó a las fronteras de la provincia de Riazán cerca del río Voronezh y la ciudad de Onuz que se encuentra en sus orillas. Su líder Batú exigió darle una décima parte de todas las propiedades, a lo que la gente de Riazán  respondió orgullosa:

«Cuando todos nos hayamos ido, todo será tuyo. Nuestros abuelos y padres no pagaron tributo ni fueron esclavos de nadie, murieron por su honor y su patria. Por eso queremos preservar nuestro honor con las armas o con la muerte».

El principado de Riazán fue el primero en ser invadido en el Rus de Kiev. La ciudad resistió durante seis días y noches, pero las fuerzas mongolas eran muy superiores, e irrumpienron en la ciudad, destruyendo todo y convirtiendo la fortaleza en cenizas.

«Y al sexto día temprano, los mongoles entraron en la ciudad, unos con fuegos, otros con vicios, y otros con numerosas escalas. Y tomando la ciudad de Rezán el día 21 del mes de diciembre. Y habiendo llegado a la iglesia de la congregación de la Santísima Theotokos, la Gran Duquesa Agrepen, madre del Gran Duque, con sus nueras, y otras princesas, fueron despedazadas con espadas, y el obispo y el rango sacerdotal fueron arrojados al fuego, -quemados en la santa iglesia; y muchos otros cayeron por las armas. Y en la ciudad mucha gente, tanto esposas como hijos, fueron cortados a espada, y otros fueron ahogados en el río. Y los monjes Jeroei, los Chernorizets fueron reducidos a cenizas. Y toda la ciudad fue quemada, y todos los ornamentos destrozados, las riquezas de Rezán y sus vecinas de Kiev y Chernígov saqueadas. Y los templos de Dios fueron destruidos, y en los santos altares se derramó mucha sangre».

Según la leyenda, el voivoda de Riazán Evpati Kolovrat, habiendo visto «solo cenizas y polvo» al llegar a su ciudad natal, reunió un pequeño destacamento de soldados y, siguiendo a los invasores, entró en una batalla desigual con ellos. Batú envió a las mejores fuerzas de su ejército contra el escuadrón de Kolovrat, incluido su gran general Khostovrul, «... y con él fuertes regimientos tártaros». Khostovrul le prometió a Batú que traería vivo a Evpati Kolovrat, pero no pudo cumplir su promesa al ser cortado en dos por el hacha de este último. Según la leyenda, los mongoles lograron destruir el destacamento de Evpati solo con la ayuda de catapultas diseñadas para destruir fortificaciones.
La mayoría de los habitantes de Riazán fueron exterminados y sus casas e iglesias fueron quemadas. Las tres catedrales de piedra - Borisoglebsky, Spassky y Asunción - fueron completamente destruidas. Los mongoles convirtieron Riazán en una gigantesca fosa común, donde incluso los pocos habitantes supervivientes tenían miedo de regresar. La ciudad en este sitio nunca fue reconstruida y el nombre de Riazán fue adoptado más tarde por la ciudad de Pereyaslavl-Ryazansky, que se convirtió en la nueva capital del principado.  

## Investigación arqueológica
En 1878, durante la excavación en las ruinas de la catedral Spassky, se descubrió un pilar en su centro de una de las construcciones, en cuya parte superior estaba adosada una estatuilla hueca de bronce fundido que representaba un ídolo de cuatro caras. En la base de la columna, a la que estaba adherida la imagen del ídolo, se encontraron restos de sacrificios, pues hasta el siglo XII existió en la antigua Riazán un santuario eslavo pagano. La estatuilla fue descubierta por una expedición de la Comisión Científica de Archivos de Riazán, encabezada por A. EN. Selivanov, y se conserva en el Museo del Kremlin de Riazán.
En dos torteras encontradas en la ciudad, según N. Porfiridov, se leen las inscripciones: «Hay un príncipe» y «Joven». Durante las excavaciones de la Catedral de la Asunción, se descubrieron inscripciones y grabados en varios ladrillos, del mismo tipo del sello del maestro hecha en un molde de madera para ladrillos en forma de espejo: «Yakov [creó]». En el asentamiento del norte se encontró un fragmento de una korchaga (una vasija de barro) con la inscripción: «Envié vino nuevo al Príncipe Bohunka». Durante las excavaciones de la catedral Borisoglebsky se encontraron varios monumentos epigráficos en fragmentos de yeso al fresco (con inscripciones como «Igor», y una que menciona un «cucharón», etc.), un dibujo de una «mano de Pascua» con cálculos de calendario.
En las excavaciones n.º 3, 5 y 6 de la región se encontraron fragmentos de una tela verdosa con bordados dorados y de hilos de colores con adornos florales. En una estrecha tira de tela están representados dos pájaros, medio envueltos en un árbol que se encuentra entre ellos.
Toda la cerámica de la antigua Riazán está hecha en un torno manual y sus varios tipos de cerámica encontrados allí son idénticos a los hallados en el Alto Saltov y en los pueblos de la región de Kubán.
En el asentamiento se conocen hallazgos de una época posterior, incluidas monedas orientales del siglo XIV. En el poblado al pie de muralla, donde se encuentra hoy el pueblo actual, se encontró un fragmento de carta de corteza de abedul, que se conserva en el museo del Kremlin de Riazán.

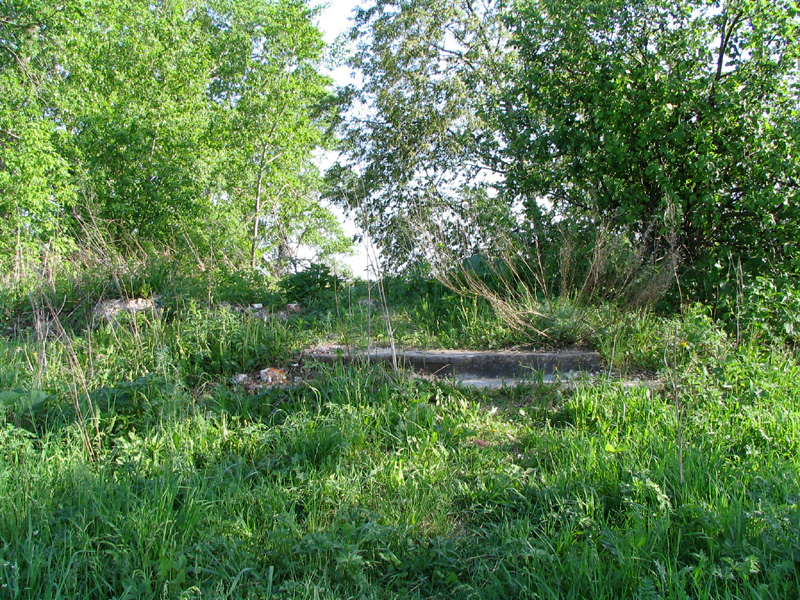
Restos de la catedral de la Asunción.

Las excavaciones n.º 40 y 42 se ubican en el asentamiento norte (siglos XI-XIII), y las excavaciones n.º 45 y 46 se ubican en el poblado (siglos XI-XIII). La excavación n.º 40 incluye fortificaciones del siglo XI a principios del XIII. En 2016, se encontró una maza con cuatro grandes púas centrales y ocho pequeñas púas exteriores en un estrato de principios del siglo XIII, que probablemente cayó allí en 1237 durante el asalto a la ciudad por parte de las tropas de Batú.
En el área del antiguo asentamiento de Riazán, durante la época medieval, la vegetación era abundante en las estepas de la región, pero a mediados del siglo XII se apreció una etapa termohigrótica con aumento del caudal del río, tras la cual, a fines del siglo XII, se produjo un cierto enfriamiento del clima
En la parte noroeste del asentamiento del sur, en una colina formada por dos depresiones en el barranco, se encontraron los restos de una temprana necrópolis urbana de los siglos XI-XII y estratos residenciales urbanos de los siglos XIII-principios del XIV. En la excavación n.º 47, se encontraron cuarenta y ocho matrices de joyería en los estratos de construcciones residenciales de los siglos XII-XIII. Esta es la segunda zona de concentración de estos objetos en el territorio después del sitio del tesoro n.º 17 (excavación n.º 40). También en la excavación n.º 48 se encontró el fondo de una vasija de barro con un tizón en forma de tridente. En las propiedades de dos joyeros se encontraron moldes de fundición de piedra, partes de balanzas, pesas, pinzas para joyería, moldes para repujar joyas de plata con un patrón de centauro y una imagen de un par de pájaros, escoria y salpicaduras de plata, fragmentos de juguetes de arcilla cubiertos con esmalte verde, colgantes hechos de monedas bizantinas de cobre, piezas de ajedrez, dados, damas de arcilla, medio cubo de hueso para jugar al zern (juego de dados ruso). En la excavación n.º 47, en la parte sur de la ciudad, se encontraron cuatro piezas de ajedrez, en el estrato del siglo XIII.
Un cráneo hallado en un entierro de la excavación n.º 48 sirvió para crear una reconstrucción escultórica de una mujer que vivió entre los siglos XI en la ciudad de Riazán.